# Mesobiotus
Mesobiotus – rodzaj niesporczaków należących do rodziny Macrobiotidae.

## Gatunki
Według 42. wydania Actual checklist of Tardigrada species, rodzaj obejmuje następujące gatunki:
- Mesobiotus altitudinalis(inne języki) (Biserov, 1997–1998)
- Mesobiotus anastasiae(inne języki) (Tumanov, 2020)
- Mesobiotus aradasi(inne języki) (Binda, Pilato & Lisi, 2005)
- Mesobiotus arguei(inne języki) (Pilato & Sperlinga, 1975)
- Mesobiotus armatus(inne języki) (Pilato & Binda, 1996)
- Mesobiotus australis(inne języki) (Pilato & D'Urso, 1976)
- Mesobiotus baltatus(inne języki) (McInnes, 1991)
- Mesobiotus barabanovi(inne języki) (Tumanov, 2005)
- Mesobiotus barbarae(inne języki) (Kaczmarek, Michalczyk & Degma, 2007)
- Mesobiotus binieki(inne języki) (Kaczmarek, Gołdyn, Prokop & Michalczyk, 2011)
- Mesobiotus blocki(inne języki) (Dastych, 1984)
- Mesobiotus contii(inne języki) (Pilato & Lisi, 2006)
- Mesobiotus coronatus(inne języki) (de Barros, 1942)
- Mesobiotus creber(inne języki) (Pilato & Lisi, 2009)
- Mesobiotus datanlanicus(inne języki) (Stec, 2019)
- Mesobiotus diegoi (Stec, 2022)
- Mesobiotus diffusus(inne języki) (Binda & Pilato, 1987)
- Mesobiotus diguensis(inne języki) (Pilato & Lisi, 2009)
- Mesobiotus dilimanensis (Itang, Stec, Mapalo, Mirano-Bascos & Michalczyk, 2020)
- Mesobiotus dimentmani(inne języki) (Pilato, Lisi & Binda, 2010)
- Mesobiotus divergens(inne języki) (Binda, Pilato & Lisi, 2005)
- Mesobiotus emiliae (Massa, Guidetti, Cesari, Rebecchi & Jönsson, 2021)
- Mesobiotus erminiae(inne języki) (Binda & Pilato, 1999)
- Mesobiotus ethiopicus(inne języki) (Stec & Kristensen, 2017)
- Mesobiotus fiedleri (Kaczmarek, Bartylak, Stec, Kulpa, M. Kepel, A. Kepel & Roszkowska, 2020)
- Mesobiotus furciger(inne języki) (Murray, 1907)
- Mesobiotus harmsworthi(inne języki) (Murray, 1907)
- Mesobiotus helenae (Tumanov & Pilato, 2019)
- Mesobiotus hieronimi(inne języki) (Pilato & Claxton, 1988)
- Mesobiotus hilariae(inne języki) (Vecchi, Cesari, Bertolani, Jönsson, Rebecchi & Guidetti, 2016)
- Mesobiotus imperialis (Stec, 2021)
- Mesobiotus insanis(inne języki) (Mapalo, Stec, Mirano-Bascos & Michalczyk, 2017)
- Mesobiotus insuetus(inne języki) (Pilato, Sabella & Lisi, 2014)
- Mesobiotus joenssoni (Guidetti, Gneuss, Cesari, Altiero & Schill, 2020)
- Mesobiotus kovalevi(inne języki) (Tumanov, 2004)
- Mesobiotus krynauwi(inne języki) (Dastych & Harris, 1995)
- Mesobiotus liviae(inne języki) (Ramazzotti, 1962)
- Mesobiotus lusitanicus(inne języki) (Maucci & Durante Pasa, 1984)
- Mesobiotus maklowiczi (Stec, 2022)
- Mesobiotus marmoreus (Stec, 2021)
- Mesobiotus mauccii(inne języki) (Pilato, 1974)
- Mesobiotus meridionalis(inne języki) (Richters, 1909)
- Mesobiotus montanus(inne języki) (Murray, 1910)
- Mesobiotus mottai(inne języki) (Binda & Pilato, 1994)
- Mesobiotus neuquensis(inne języki) (Rossi, Claps & Ardohain, 2009)
- Mesobiotus nikolaevae (Tumanov, 2018)
- Mesobiotus nuragicus(inne języki) (Pilato & Sperlinga, 1975)
- Mesobiotus occultatus (Kaczmarek, Zawierucha, Buda, Stec, Gawlak, Michalczyk & Roszkowska, 2018)
- Mesobiotus orcadensis(inne języki) (Murray, 1907)
- Mesobiotus ovostriatus(inne języki) (Pilato & Patanè, 1998)
- Mesobiotus patiens(inne języki) (Pilato, Binda, Napolitano & Moncada, 2000)
- Mesobiotus perfidus(inne języki) (Pilato & Lisi, 2009)
- Mesobiotus peterseni(inne języki) (Maucci, 1991)
- Mesobiotus philippinicus(inne języki) (Mapalo, Stec, Mirano-Bascos & Michalczyk, 2016)
- Mesobiotus pilatoi(inne języki) (Binda & Rebecchi, 1992)
- Mesobiotus polaris(inne języki) (Murray, 1910)
- Mesobiotus pseudoblocki(inne języki) (Roszkowska, Stec, Ciobanu & Kaczmarek, 2016)
- Mesobiotus pseudocoronatus(inne języki) (Pilato, Binda & Lisi, 2006)
- Mesobiotus pseudoliviae(inne języki) (Pilato & Binda, 1996)
- Mesobiotus pseudonuragicus(inne języki) (Pilato, Binda & Lisi, 2004)
- Mesobiotus pseudopatiens(inne języki) (Kaczmarek & Roszkowska, 2016)
- Mesobiotus radiatus(inne języki) (Pilato, Binda & Catanzaro, 1991)
- Mesobiotus reinhardti(inne języki) (Michalczyk & Kaczmarek, 2003)
- Mesobiotus rigidus(inne języki) (Pilato & Lisi, 2006)
- Mesobiotus romani(inne języki) (Roszkowska, Stec, Gawlak & Kaczmarek, 2018)
- Mesobiotus siamensis(inne języki) (Tumanov, 2006)
- Mesobiotus sicheli(inne języki) (Binda, Pilato & Lisi, 2005)
- Mesobiotus simulans(inne języki) (Pilato, Binda, Napolitano & Moncada, 2000)
- Mesobiotus skorackii (Kaczmarek, Zawierucha, Buda, Stec, Gawlak, Michalczyk & Roszkowska, 2018)
- Mesobiotus snaresensis(inne języki) (Horning, Schuster & Grigarick, 1978)
- Mesobiotus stellaris(inne języki) (du Bois-Reymond Marcus, 1944)
- Mesobiotus szeptyckii(inne języki) (Kaczmarek & Michalczyk, 2009)
- Mesobiotus tehuelchensis(inne języki) (Rossi, Claps & Ardohain, 2009)
- Mesobiotus wuzhishanensis(inne języki) (Yin, Wang & Li, 2011)
- Mesobiotus zhejiangensis(inne języki) (Yin, Wang & Li, 2011)

W czerwcu 2024 zespół naukowców z Poznania opisał kolejny gatunek z rodzaju Mesobiotus, nazwany Mesobiotus mandalori.

## Oryginalna publikacja
- Vecchi, Cesari, Bertolani, Jönsson, Rebecchi & Guidetti, 2016 : Integrative systematic studies on tardigrades from Antarctica identify new genera and new species within Macrobiotoidea and Echiniscoidea. Invertebrate Systematics, vol. 30, str. 303-322.